# NGC 3215
NGC 3215 este o galaxie spirală situată în constelația Dragonul. A fost descoperită în 26 septembrie 1802 de către William Herschel.